# Paramonochamia
Paramonochamia là một chi bướm đêm thuộc phân họ Tortricinae của họ Tortricidae.

## Các loài
- Paramonochamia moemae Razowski & Becker, 2000